# Buffalo Hill
Buffalo Hill (kinesiska: 水牛山) är ett berg i Hongkong (Kina). Det ligger i den nordöstra delen av Hongkong. Toppen på Buffalo Hill är 606 meter över havet, eller 335 meter över den omgivande terrängen. Bredden vid basen är 8,7 km.
Terrängen runt Buffalo Hill är huvudsakligen lite kuperad.  Centrala Hongkong ligger 12,7 km sydväst om Buffalo Hill. I omgivningarna runt Buffalo Hill växer i huvudsak städsegrön lövskog.